# Robin Holloway
Robin Holloway   (Royal Leamington Spa, 19 d'octubre de 1943) és un compositor, acadèmic i escriptor anglès.

## Adolescència
Holloway va néixer a Leamington Spa. De 1953 a 1957, va ser corista a la catedral de St. Paul i va ser educat al "King's College School", on el seu pare Robert va ser cap del departament d'art. Va assistir al "King's College" de Cambridge i va estudiar composició amb Bayan Northcott.

## Carrera
El 1974, Holloway es va convertir en professor ajudant de música a la Universitat de Cambridge, i el 1980 va assolir el lloc de professor titular. El 1999 es va convertir en lector de Composició Musical a Cambridge i, entre 2001 i la seva jubilació, el 2011, va ser professor de Composició Musical. També és membre del "Gonville" i del "Caius College de Cambridge". Entre els seus nombrosos alumnes hi ha Thomas Adès, Huw Watkins, Peter Seabourne, David Collins, George Benjamin, Judith Weir i Jonathan Dove.
La tesi doctoral de Holloway, Debussy i Wagner (publicada posteriorment com a llibre per Eulenburg), va discutir una estreta relació entre la música i el llenguatge, així com el romanticisme i la tonalitat. Això es pot escoltar en les seves pròpies obres, com ara Scenes from Schumann (1969–70), l'òpera Clarissa (1976) estrenada el 1990 a l'Opera Nacional Anglesa sota la batuta d'Oliver Knussen i Seascape and Harvest (1983–84) per a la City of Birmingham Symphony Orchestra i Sir Simon Rattle.
Holloway va col·laborar amb una columna musical regular a la revista "The Spectator" entre el 1988 i el 2010. S'han recopilat i publicat dues col·leccions dels seus escrits periodístics i d'altres ocasionals, com On Music: Essays and Diversions 1963-2003 (Continuum Press, 2003 hdbk/2005 pbk, ISBN 0-8264-7629-5) i Essays & Diversions II (Continuum Press, 2008, ISBN 0-8264-9728-4).
Holloway ha estat descrit com un compositor "neoromàntic", que reflecteix la seva pròpia afinitat per la música de l'última part del segle xix i principis del segle xx. Tot i que algunes de les seves obres s'adapten a aquesta descripció, d'altres mostren una relació més complexa, matisada i, a vegades, irònica amb la música del passat, que voreja el postmodern. Segons el seu compositor David Matthews, el seu "estil individual ha estat format per un conflicte productiu entre el romanticisme i el modernisme".
El Cinquè concert per a orquestra de Holloway es va estrenar a "The Proms" el 2011.
El 1994 el seu Segon concert per a orquestra, publicat per NMC, va guanyar un premi "Gramophone". Des del 2018, el segell de "CD anglès Sheva Contemporary", dirigit per l'alumne i amic del compositor Peter Seabourne, ha publicat tres discos de música de cambra del compositor.